# Audun Lysbakken
Audun Lysbakken (Bergen, 30 de setembro de 1977) é um político norueguês, líder do Partido da Esquerda Socialista desde 2012.